# Meredith Belbin
Meredith Belbin (Sevenoaks, 4 juni 1926 – 6 maart 2025) was een Britse wetenschapper die bekend is geworden door zijn onderzoek naar de effectiviteit van managementteams en zijn negen teamrollen. Hij was als onderzoeker en hoogleraar verbonden aan het Henley Management College, een economische opleiding van de Universiteit van Reading in Reading, Berkshire in het Verenigd Koninkrijk.

## Opleiding en onderzoek
Belbin studeerde klassieke talen en later psychologie aan het Clare College van de Universiteit van Cambridge. Aanvankelijk deed hij onderzoek aan het Cranfield College of Aeronautics naar oudere arbeiders in de industrie. In 1955 vestigde hij zich als zelfstandig bedrijfsadviseur. In de jaren zestig keerde hij terug naar Cambridge en sloot zich aan bij de Industrial Training Research Unit (ITRU) waar zijn vrouw Eunice directeur was. Belbin werd voorzitter van de ITRU en combineerde deze baan met een adviseursfunctie voor de Europese Organisatie voor Economische Samenwerking en Ontwikkeling.
Tijdens zijn voorzitterschap van de ITRU werd Belbin in de jaren zestig gevraagd om onderzoek te doen aan het Henley Management College, dat toen nog Administrative Staff College heette. Dit werk, dat de basis vormde voor zijn klassieke boek Management Teams uit 1981, kostte enkele jaren en na de publicatie duurde het een tijd tot het belang ervan werd erkend. Omdat hij belangstelling had voor zowel het functioneren van groepsgedrag als voor individueel gedrag, maar er niet al een bepaalde theorie op nahield, vroeg hij drie wetenschappers met volkomen verschillende invalshoeken om met hem samen te werken in een onderzoek naar effectiviteit van managementteams: Bill Hartston, wiskundige en internationaal schaakmeester, Jeanne Fisher, een antropoloog die Keniaanse stammen had bestudeerd, en Roger Mottram, een organisatiepsycholoog. Samen begonnen de vier een onderzoek dat zeven jaar zou duren, naar effectiviteit van managementteams. Het onderzoeksteam van Belbin organiseerde per jaar drie managementgames, waarbij telkens acht teams een rollenspel speelden, gebaseerd op een bepaalde bedrijfssituatie. Per spel werden alle deelnemers van tevoren gevraagd een aantal psychologische tests in te vullen, waaronder persoonlijkheidsvragenlijsten en intelligentietests. Tijdens het spel werden de teams vervolgens geobserveerd en werden alle gedragingen (bijdragen van de individuele teamleden) via gedragsobservatiemethoden gecategoriseerd. De resultaten van dit onderzoek stelden Belbin na verloop van tijd in staat om aan het begin van een managementgame voorspellingen te doen over welk team zou gaan winnen en hier bij de samenstelling van de teams invloed op uit te oefenen.
Belbin overleed op 6 maart 2025 op 98-jarige leeftijd.